# Вольф, Конрад (пианист)
Конрад Вольф (нем. Konrad Wolff; 11 марта 1907, Берлин — 24 октября 1989 или 23 октября 1989, Кёльн, Северный Рейн-Вестфалия) — американский пианист, музыковед
 и музыкальный педагог немецкого происхождения. Сын крупного немецкого правоведа Мартина Вольфа (1872—1953).

## Биография
Получил юридическое образование в Гейдельбергском университете, в 1930 г. получил в Берлинском университете степень доктора права; был соучеником и другом Штефана Куттнера. С отроческих лет занимался музыкой, среди его наставников были Вилли Бардас и Бруно Эйснер. После прихода к власти в Германии нацистов эмигрировал, продолжил занятия правом в Сорбонне и занятия музыкой под руководством Артура Шнабеля. В 1937 году женился на фотографе Ильзе Бинг.
С началом Второй мировой войны, как иностранные подданные еврейского происхождения, Конрад Вольф с женой были интернированы в лагере Гюрс во Франции, затем через Марсель покинули Европу и в 1941 г. обосновались в США, в 1946 г. оформив американское гражданство. В дальнейшем Вольф преподавал в Уэстчестерской консерватории (1949—1954), в Университете Дрю (1952—1962) и Консерватории Пибоди (1963—1974).
Опубликовал первую книгу о творческом наследии Эриха Итора Кана (1958, в соавторстве с Рене Лейбовицем), книгу об исполнительских и педагогических принципах своего наставника Шнабеля (англ. The Teaching of Artur Schnabel; 1972, немецкий перевод 1979) и ряд других работ, собрание сочинений и писем вышло посмертно (англ. The Writings and Letters of Konrad Wolff; 2006).